# 량진비초
량진비초(일본어: 梁塵秘抄 료진히쇼[*])는 헤이안시대 말기에 편찬된 가요집이다. 이마요우 가요의 집대성이다. 고시라카와법황이 직접 편찬했으며, 치승 연간(1180년 전후)에 편찬되었다.
고시라카와법황은 소년 때부터 이마요우 가요를 선호했다. 노래를 잘 불러서 많은 가요를 알게 되었는데, 자기가 죽으면 그것들이 전해지지 않을 것을 안타까워하여 책으로 만들었다. 또한 가요의 역사 등에 대해서도 따로 구전집 10권을 남겼다. 제목의 “량진”이란 기원전 2세기 중국 전한 때 노나라 사람 우공(虞公)이 노래를 몹시 잘 하여 대들보의 티끌마저 움직였다는 고사에서 비롯되었다.
『량진비초』는 『본조서적목록』에 전 20권이라고 쓰여 있었으나, 근대까지는 구전집 권제10이 『군서류종』에 수록되었을 뿐 노래가 실린 본문은 망실되었다고 여겨졌다. 그러다 1911년(메이지 44년) 사사키 노부츠나 등이 권제2, 권제1과 구전집 권제11~14를 발견했다. 그리고 다이쇼시대와 쇼와시대를 거쳐 사사키가 교정을 본 책이 메이지쇼인과 이와나미쇼텐에서 간행되었다. 그래서 『량진비초』의 노래들이 일반 대중에게 알려진 것은 의외로 상당히 최근의 일이다.
이와 같이 『량진비초』는 본래 본편 10권, 구전집 10권 해서 전 20권이었던 것으로 보이나 현존하는 것은 극히 일부 뿐이다. 그리고 창법을 다루고 있는 권제11~14를 『량진비초』에 포함시킨다면 권수가 20권 이상이 되어 『본조서적목록』 기술에 모순된다. 더구나 창법이 전승되지 못하고 단절되었기 때문에 해독하기에도 지극히 난해하다. 그래서 오늘날 발행되는 고전전집에서는 대부분 권제11~14를 제외하고 권제1과 권제10만 수록하고 있다. 권제11~14를 볼 수 있는 것은 이와나미문고판 뿐이다.